# Nefertiti

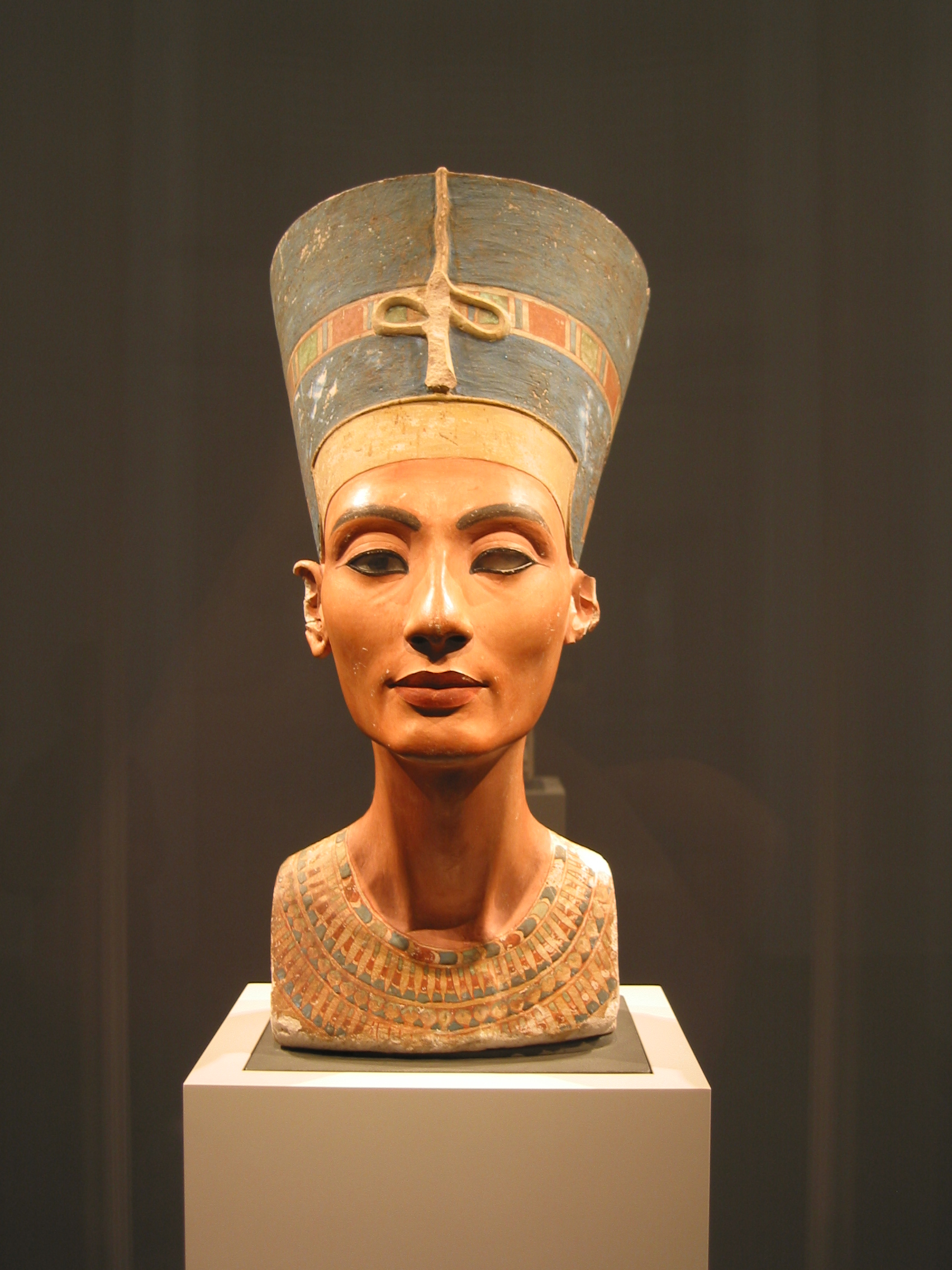
Busta královny Nefertiti

Neferneferuaton Nefertiti byla staroegyptská královna 18. dynastie v době Nové říše, velká královská manželka faraona Achnatona. Její jméno se stalo synonymem krásy (také proto, že hieroglyf „nfr“ znamená „krásný“). Dnes je proslulá hlavně kvůli krásnému obličeji a nezvykle jemným rysům, které kontrastovaly s rysy jejího manžela. Její obličej je dochován především na velmi známé bustě, vystavené dnes v Berlíně. Byla velkou královskou manželkou se jménem Neferneferuaton Nefertiti (stejně jako Smenchkare). Po její smrti se velkou královskou manželkou stala její nejstarší dcera Meritaton, která krátce také vládla po smrti svého otce Achnatona. Uvádí se, že po smrti Nefertiti byla rovněž otcovou spoluvládkyní. Meritaton mizí po nástupu mužského dědice Tutanchatona/Tutanchamona, který byl ještě nezletilý. Po desetileté vládě poslední dědic král Tutanchamon rovněž umírá, a proto tzv. amarnské období již postupně upadá až do vlády faraona Haremheba a jeho nástupců, kteří nechali město Achetaton rozebrat a památky se symboly amarnského období zničit.

## Původ a rodinný život královny Nefertiti
Prameny udávající Nefertitin původ se liší. Jednou z hypotéz je, že byla mitannskou princeznou Taduchepou, která byla vyměněna za zlato jejímu otci Tušrattovi a měla být provdána ještě za Amenhotepa III. na sklonku jeho života. K tomu ale již nedošlo, a proto se stala velkou manželkou jeho syna a následníka Amenhotepa pod novým jménem Nefertiti (Kráska, která přišla). Další hypotéza ale je, že Nefertiti byla dcerou králova písaře a pozdějšího vezíra Aje. Nefertiti porodila Achnatonovi jen samé dcery. V Thébách se jí pravděpodobně narodily tři dcery: Meritaton, Meketaton a Anchesenpaaton, která se později stala manželkou faraona Tutanchamona. Asi v pátém roce vlády krále Achnatona se hlavní město egyptské říše přesunulo z Théb do nově postaveného Achetatonu (Obzor Atonův) a královský dvůr se samozřejmě přesunul také. V Achetatonu se jim narodila ještě Neferneferuaton Tašerit. Od devátého roku Achnatonovy vlády jako královna Neferneferuaton Anchetcheprure pojmenovala poslední dvě své nejmladší dcery Neferneferure a Setepenre, které mají jména již spojena se slunečním bohem Re a nikoliv s Atonem. Obě zřejmě ale zemřely ve velmi raném věku. Po úmrtí královny Teje, dcery Meketaton a nejméně dvou nejmladších dcer však mizí z reliéfů, kdy je zobrazována její dcera Meritaton a jakékoli zprávy o Nefertiti v této době náhle mizí.
Existuje hypotéza, že po dvanáctém roce vlády zemřela jak královna Teje, tak i samotná Neferneferuaton Nefertiti, která se již neobjevuje na dobových reliéfech. Po jejich smrti si Achnaton bere za královskou manželku třetí dceru Anchesenepaaton. Po třech letech vlády Achnaton zemřel a s titulem Ankhcheperure Neferneferuaton nebo Smenchkare pokračuje Meritaton ve své samostatné vládě jako muž. V této době neúspěšně mohla dlouho vyjednávat s chetitským králem o zaslání syna a královského manžela, kdy v dopise nazývala pozdějšího faraona Aje II. pouhým sluhou, kterého by si nikdy za svého manžela nevzala. Po dlouhém vyjednávání byl poslán princ Zannanza, který však v Egyptě záhadně zemřel. Toto mohlo být také příčinou jejího sesazení a nahrazením posledním dědicem trůnu mladým Tutanchatonem, který byl Ajem II. vychováván a sňatkem s druhou manželkou Achnatona, princeznou Anchesenepaaton mu byl stvrzen nástup na trůn. Jeho spoluregentská rada s vezírem Ajem II. a generálem Haremhebem vládla tak celému Egyptu. Mladý královský pár s novými jmény Nebcheperure Tutanchamon a královna Anchesenamon se prohlásili potomky faraona Amenhotepa III. a odstěhovali se s celým dvorem z Achetatonu do Memfidy. Vyhlásili obnovu země s vyznáváním bohů Mína a Amona.
Kdy a kde byla královna Nefertiti pohřbena není dosud nijak zjištěno. V okolí achetatonské královské hrobky se našly zbytky rozbitého kamenného sarkofágu, na rozích s podobou Nefertiti, ale soudí se, že byl původně určen právě Achnatonovi. Za vlády Tutanchamona byla rakev s mumií jejího manžela Achnatona opětovně pohřbena v Údolí králů vedle hrobky Tutanchamona. Mumie Amenhotepa III. a jeho královské manželky Teje s mladší neidentifikovanou mumií jejich dospělé dcery a chlapce byly nalezeny v přístavku hrobky Amenhotepa II.

### Potomci
Za svůj život porodila královna Nefertiti celkem šest dcer:

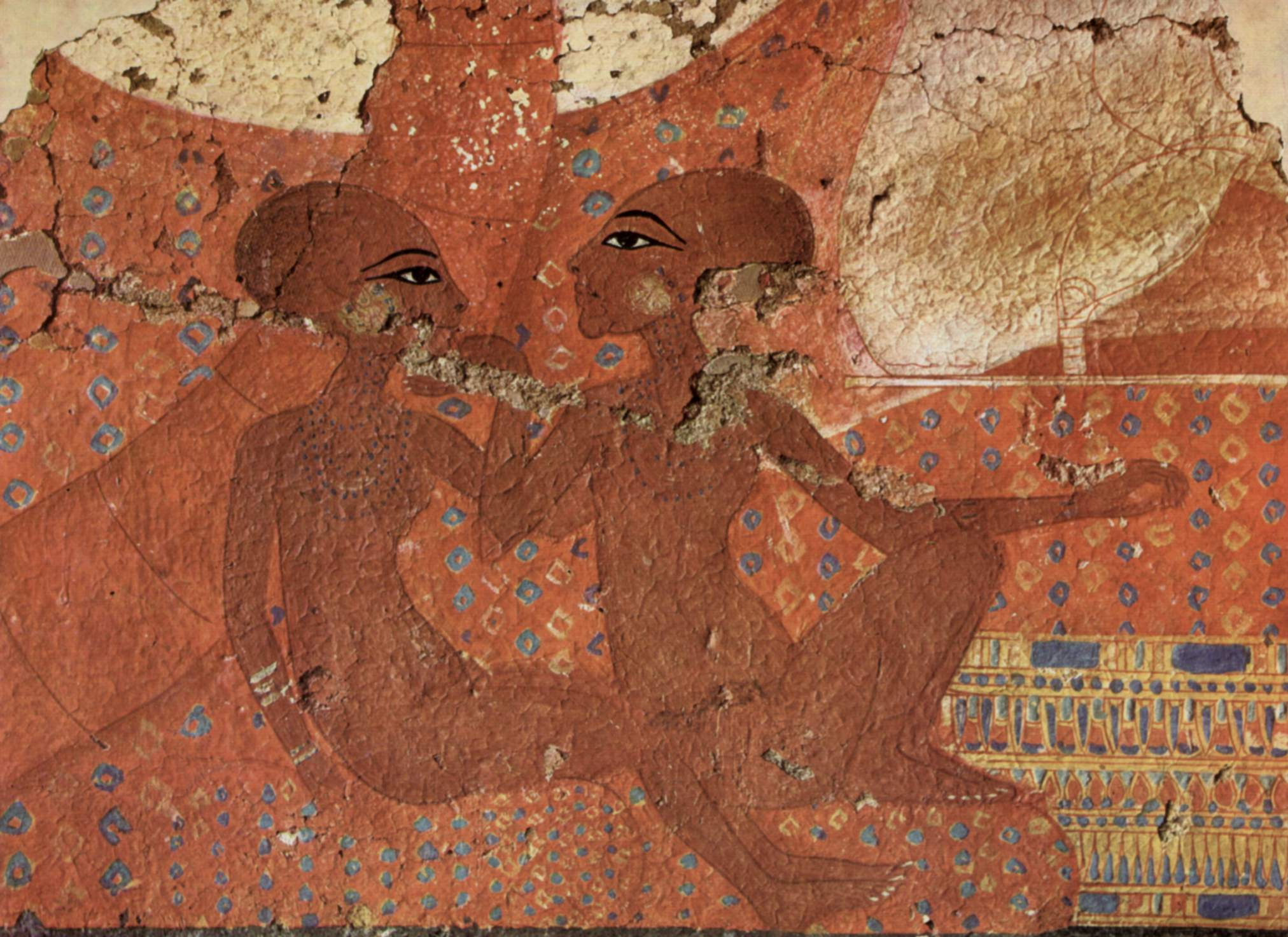
Dvě z dcer Achnatona a Nefertiti

1. Meritaton
2. Meketaton
3. Anchesenamon
4. Neferneferuaton Tašerit
5. Neferneferure
6. Setepenre

## Nefertiti jako královská manželka
Nefertitin podíl na vládě není úplně jasný. V diplomatické korespondenci chybí o Nefertiti jakékoliv zmínky, naopak se v ní hovoří o Achnatonově matce, královně Teji, která jako prohlášená bohyně ještě s manželem Amenhotepem III. měla na Achnatona velký vliv. Po přestěhování do Achetatonu se na reliéfech častěji objevovala nejstarší dcera Meritaton. Ve dvanáctém roce vlády Achnatona je naposledy královská rodina zobrazena pohromadě. Nedlouho potom zemřela druhorozená princezna Meketaton a zmizely z reliéfní výzdoby i  královna Teje a tři nejmladší dcery. Od devátého roku vlády, po dobudování města Achetatonu, povolili Achnaton s Neferneferuaton veřejné uctívání jediné dvojice slunečních bohů Re-Aton, kdy poslední dvě dcery pojmenovali s koncovkou boha Re. Zřejmě také na důkaz, oba následovníci dostali podobná jména Ankhcheperure a Tutanchaton (Projevem živý Re a Obraz živého Atona). Nejstarší dcera Ankhcheperure Meritaton, Neferneferuaton waenre s manželem a spoluvladařem Ankhcheperure Smenchkare Džesercheperu se stali „miláčky Nefercheperure waenre“, se sídlem zřejmě ve Vesetu, a tím nástupci na trůnu po smrti královen Teje a Nefertiti. Mladší nástupnická dvojice, Tutanchaton s Anchesenpaaton, se sídlem v Memfisu, byli také označováni milovanými dětmi krále. Vznikla tak rodinná vazba jako u otce faraona Amenhotepa III. a královny Teje s předčasně zemřelým jejich dědicem trůnu Thutmosem V., který byl knězem Ptahova chrámu v Memfidě, a pozdějším nástupcem Amenhotepem IV., knězem slunečního Reova chrámu a pánem města Heliopole.
Achnaton věřil, že svou náboženskou reformou povýší svoji královskou rodinu ke slunečnímu kultu bohů Aton-Re a společně se svou matkou a bohyní Teje sjednotí v míru „jejich světovou říši“.

Od patnáctého roku vlády, po smrti královen Teje a Neferneferuaton Nefertiti, je Meritaton zpodobněna v doprovodu snad manžela Smenchkarea, který se stal spoluvladařem Achnatona se sídlem ve Vesetu, kde uplatňoval správu říše, protože mezinárodní situace se na severu začala zhoršovat rozpínavostí říší Chettitů a Asýrie. Po několika měsících však umírá. Achnaton se zcela uzavřel v Achetatonu, který odmítal opustit, a věnoval se svému kultu Atona. Po smrti faraona Achnatona ve vládě pokračuje zřejmě dcera Ankhcheperure (Meritaton) Nefernefruaton waenre, která po třech letech vlády rovněž mizí. Za svého nového manžela a nástupce na trůnu si měla vyžádat chetitského prince Zannanzu, který po dlouhém vyjednávání cestou do Egypta zemřel. Dahamunzu (manželka krále) v dopise zdůrazňuje, že se za sluhu nikdy neprovdá. Chetitský král obvinil Egypťany z odpovědnosti za smrt svého syna a vyhlásil válku proti Egyptu, kdy se na severu říše rozmáhala velká nákaza moru. Na trůn je dosazen mladičký Tutanchaton sňatkem s dědičkou trůnu a svou polosestrou Anchsenepaaton. Přijali nová jména Tutanchamon a Anchesenamon a vyhlásili náboženskou svobodu s obnovou říše se sídlem v Memfisu. Za mladý královský pár vládne jeho vezír Aje (pozdější faraon Aje II.) a generál Haremheb. Po deseti letech však vláda končí náhlým úmrtím krále Tutanchamona a trůnu se chopil Aje II., kdy královský původ si stvrdil sňatkem s dědičnou vdovou Anchesenamon. 

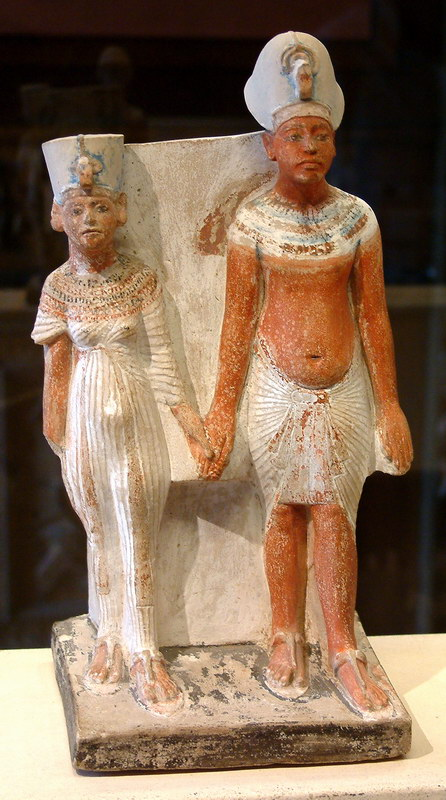
Malé sousoší Achnatona s Nefertiti